# وست هالام
وست هالام (به انگلیسی: West Hallam) یک روستا در بریتانیا است که در West Hallam واقع شده‌است. وست هالام ۴٬۸۲۹ نفر جمعیت دارد.